# Сарыши (Восточно-Казахстанская область)
Сарыши (каз. Сарыши) — упразднённое село в Зайсанском районе Восточно-Казахстанской области Казахстана. Упразднено в 2020 г. Входило в состав Кенсайского сельского округа. Код КАТО — 634637500.

## Население
В 1999 году население села составляло 137 человек (76 мужчин и 61 женщина). По данным переписи 2009 года, в селе проживало 99 человек (57 мужчин и 42 женщины).